# P4 Västerbotten

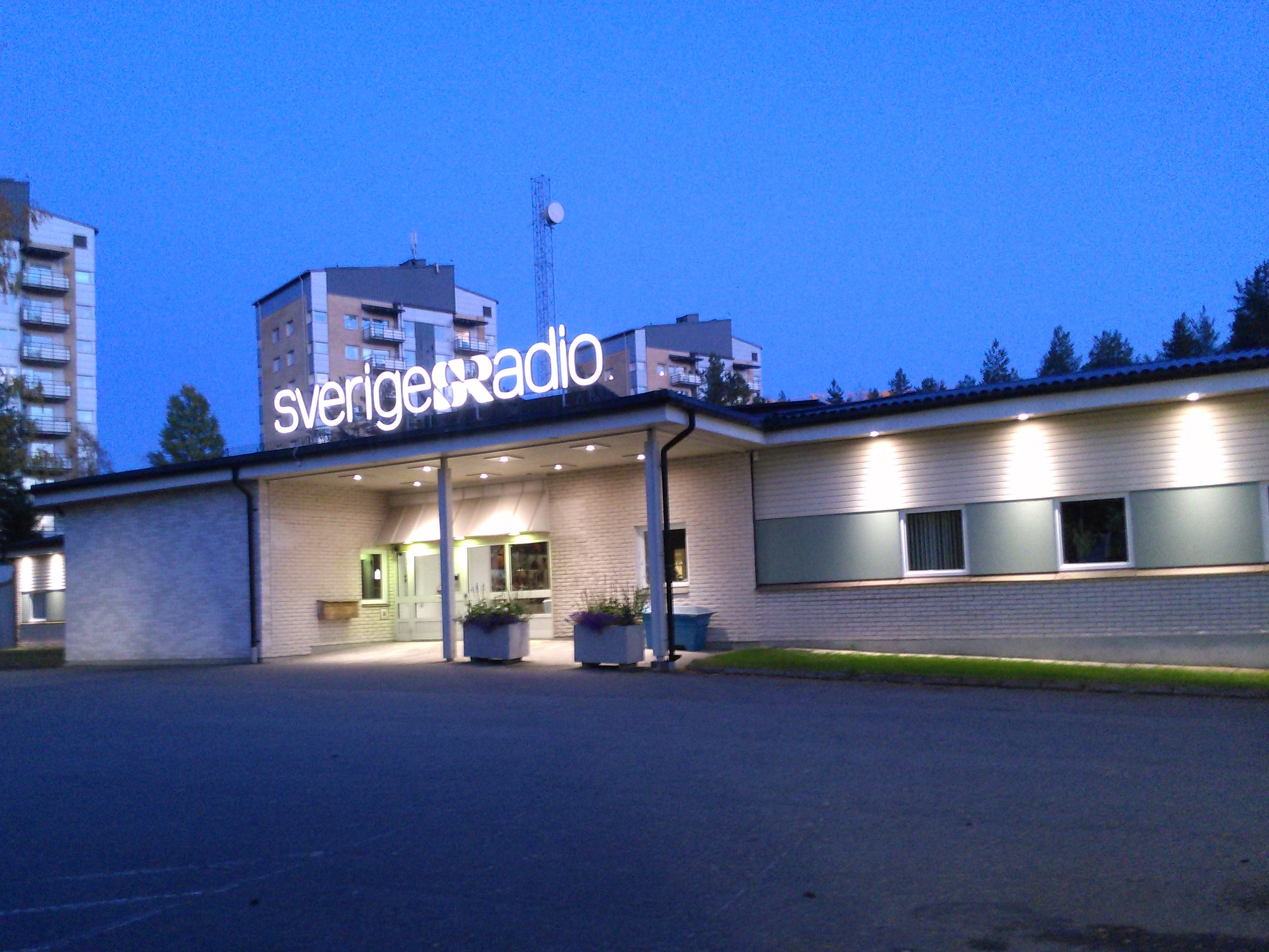
Radiohuset i Umeå.

P4 Västerbotten är Sveriges Radios lokalradiostation som sänder över Västerbottens län. Huvudredaktionen ligger på Mariehemsvägen 4 i Umeå med två lokalredaktioner på Storgatan 29 i Lycksele och Stationsgatan 9 i Skellefteå.